# Karl Ludwig Nitzsch
Karl Ludwig Nitzsch (Wittenberg, 1751. augusztus 6. – Wittenberg, 1831. december 5.) német teológus és egyetemi oktató. Fia Karl Immanuel Nitzsch.

## Fontosabb művei
- Über das Heil der Welt, 1817
- Über das Heil der Kirche, 1821
- Über das Heil der Theologie, 1830
- Prolusiones de judicandis morum praeceptis in N. T. A. Communi omnium hominum ae temporum usu alienis (Wittenberger Universitätsprogramme von 1791–1802)

Einzelpublikationen in:
- De revelatione religionis externa eaewque publica prolusiones academicae. Leipzig, 1808
- De discrimine revelationes imperatoriae et Jidacticae prolusiones academicae.“ Wittenberg 2 Bände, 1830